# San Fernando de Apure

Kommunens läge i delstaten Apure.

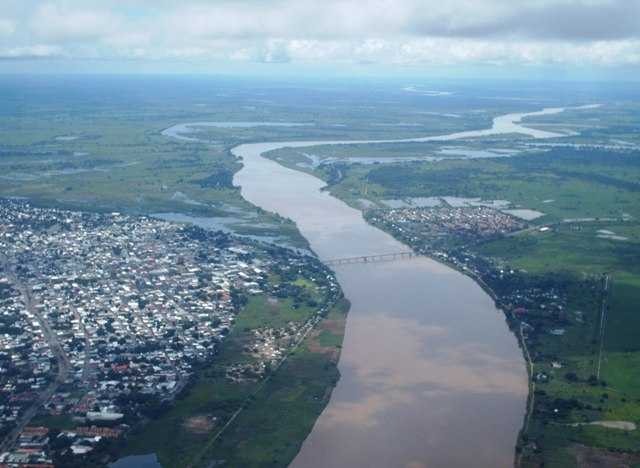
Flygbild över staden med floden Apure

San Fernando de Apure är en stad i centrala Venezuela, och är den administrativa huvudorten för delstaten Apure. Befolkningen uppgick till 119 954 invånare år 2008. Staden administrerar den autonoma kommunen San Fernando, med 161 679 invånare (2008) på en yta av 5 982 kvadratkilometer. San Fernando de Apure ligger vid floden Apure, en biflod till Orinocofloden.